# Technokracie
Pojem technokracie (z řec. techné – umění/řemeslo a kratein – vládnout) a znamená „vládu techniků“. Klíčovou roli zde hraje vrstva vysoce postavených specialistů (vědců, technologů a inženýrů). Vznik tohoto způsobu vlády se přikládá reakcím na rozpory kapitalistické ekonomiky, tedy že kapitalistické hospodářství nebylo způsobilé zvládnout hospodářské krize a tomu, že po druhé světové válce nastal prudký technický rozmach. Cílem systému v politickém smyslu je co nejefektivnější forma státní správy.
Nejvýznamnějším představitelem technokracie byl americký ekonom Thorstein Veblen.

## Principy
Technokracie ve svém jádru prosazuje nahrazení politiků vědci, inženýry a dalšími technickými specialisty ve správě společnosti. Vládnutí a s ním spojené rozhodování by mělo být založeno spíše na vědeckých principech, analýze založené na datech a odborných znalostech než na politických ideologiích. Vládnoucí odborníci jsou proto vybráni na základě testů, délky a výkonu pracovní stáže. Jejich organizace musí být byrokratická a hierarchická, vedená autokratem, často diktátorem. Za technokracii se dá považovat i stav kdy odborníci nezastávají významné vedoucí role, ale mají vliv na ty, kteří jsou u moci, kvůli své domnělé nebo skutečné nezbytnosti. V praktičtějším kontextu se technokracie týká segmentu byrokratického systému řízeného „techniky“. Model řízení, kde volení zástupci jmenují odborníky a profesionály, aby dohlíželi na konkrétní vládní úkoly a navrhovali zákony, lze klasifikovat jako technokratický.
„Technici“ by měli upřednostňovat efektivitu a optimalizaci při nakládání se zdroji a řízení společenských systémů, aby se co nejvíce snížili náklady. Jejich cílem by mělo být efektivní vládnutí, dosažení co nejlepších výsledků při využití svých znalostí a maximalizovat účinnost vládních opatření (kroků). S technokracií je spojené i zkrácení pracovní doby a významná volnost v oblasti duchovní kultury.

## Historie termínu
Kniha The Engineers and the Price System (1921) shrnuje první komplexní koncept technokracie odvozený z článků T. B. Veblena z roku 1919. Mezi významné tvůrce a zastánce myšlenky technokracie patří významní technici a novináři, jako jsou W. H. Scott, W. Rautenstrauch, W. W. Parish a K. Hubbert, kteří dopracovali původní obrys technokracie a představili ji jako kompaktní vizi ideálního společenského řádu s paralelami k C. H. De Saint-Simonovi, klíčovému francouzskému utopistovi, a dalším představitelům tohoto směru. Technokratická představa odmítala platnost ekonomického a politického liberalismu a tvrdila, že politici jsou nezpůsobilí v řízení sociálních procesů. 
Předpokládalo se, že primární příčinou společenské transformace bude technologický pokrok zejména v energetickém a strojírenském odvětví, schopný nahradit lidskou práci a efektivněji přeměňovat fyzikální energii a suroviny v užitné hodnoty. Utopický aspekt technokracie zahrnoval také návrh nahradit peníze jednotkami zastupujícími množství energie, která je potřebná k výrobě konkrétního zboží. 
Koncepty technokracie rezonovaly po celém světě a ovlivnily různé politické osobnosti a sociology. V současnosti se termín „technokrat“ často používá pro jednotlivce, kteří přehnaně zdůrazňují význam technologie, připisují jí všechny pozitivní vývojové trendy a své organizační cíle zakládají pouze na jejím pokroku.
V dnešní době je také zvykem jmenovat technokratické vlády, pokud zvolená vláda ztratí podporu parlamentu, ale kvůli okolnostem, ať už právním, pragmatickým nebo politickým ještě nenastal čas pro konání nových voleb. V případech, kdy se strany v parlamentu nedohodnou na sestavení normální vlády, mohou kolektivně podpořit prozatímní technokratickou vládu. Jestliže je taková technokratická vláda určena pouze k dovládnutí do následujících voleb, je často označována za „vládu úřednickou“.

## Vztah populismu a technokracie
Technokracii můžeme dnes vnímat také jako politickou sílu nebo ideologii. Například v USA se technokracie jako politická síla objevila, aby čelila korupci, která je vlastní masovým politickým systémům, zejména politickým stranám a stranické vládě obecně. Tento historický kontext je významný, protože technokracie byla původně proaktivní ideologií a její dopad přetrvává a ovlivňuje současnou politiku. Podle Kevina J. Elliota je část politiky, kterou technokracie vytvořila, ve skutečnosti současný populismus, alespoň tedy v USA. Technokracie a populismus se prolínají, jak v reálné politice, tak konceptuálně. Názory analytiků na vztah těchto dvou pojmů se různí. Někteří je považují za protiklady, jiní v nich vidí dvě strany téže mince, které spíše kritizují stranickou demokracii než sebe navzájem. Snad nejčastěji je vztah mezi populismem a technokracií chápán jako zpětná reakce. Podle tohoto názoru vyvolala technokratická manipulace vlnu negativní energie stavící se proti elitám a expertům všeho druhu. Na tento názor navazuje teorie, že populismus je spíše vyústěním technokracie než reakcí na ni. Lidé totiž od svých volených zástupců (elit) a demokratických institucí očekávají naplňování jejich povinností a slibů, což se v některých případech neděje, a to mezi lidmi vytváří nespokojenost, frustraci. Toho právě může využít populismus, který se snaží s těmito „zkorumpovanými“ elitami bojovat.